# Бенино-кенийские отношения
Бенино-кенийские отношения — двусторонние отношения между Бенином и Кенией. Государства являются членами Африканского союза и Организации Объединённых Наций.

## История
В 2017 году президент Бенина Патрис Тэлон совершил свой первый государственный визит в Найроби. Он провёл переговоры с президентом Ухуру Кениатой, где они обсудили вопросы углубления как торговых, так и дипломатических связей.

## Торговля
Обе страны поддерживают тёплые отношения. Граждане обеих стран могут получить визы в порту въезда. Для увеличения товарооборота между двумя странами создаётся Совместная комиссия по сотрудничеству (ОКС).
Годовой товарооборот оценивается в 94 миллиона канадских долларов в зависимости от обменного курса. В 2009 году Кения импортировала товаров на сумму 61 миллион кес и экспортировала товаров на сумму 33 миллиона кес в Бенин. Тогда торговый баланс благоприятствовал Бенину.
В 2015 году торговый баланс был в пользу Кении: Кения экспортировала товаров на сумму 377,35 млн кес, а Бенин экспортировал минимальное количество товаров в Кению.
Основными товарами, которые Кения экспортирует в Бенин, являются лекарства, сахарные кондитерские изделия, джут и другие текстильные изделия.
Основной импорт Кении из Бенина включает сжиженный пропан и бутан, вращающиеся электрические установки и запчасти, бумагу и произведения искусства.

## Дипломатические представительства
- Бенин не имеет аккредитации в Кении.
- Кения аккредитована в Бенине своей высшей комиссией в Абудже, Нигерия[2].